# Kállai Ferenc
Kállai Ferenc (született Krampner) (Gyoma, 1925. október 4. – Budapest, 2010. július 11.) a Nemzet Színésze címmel kitüntetett, Kossuth és kétszeres Jászai Mari-díjas magyar színművész, érdemes és kiváló művész, rendező, főiskolai és egyetemi tanár, országgyűlési képviselő, a Halhatatlanok Társulatának örökös tagja.

## Életpályája

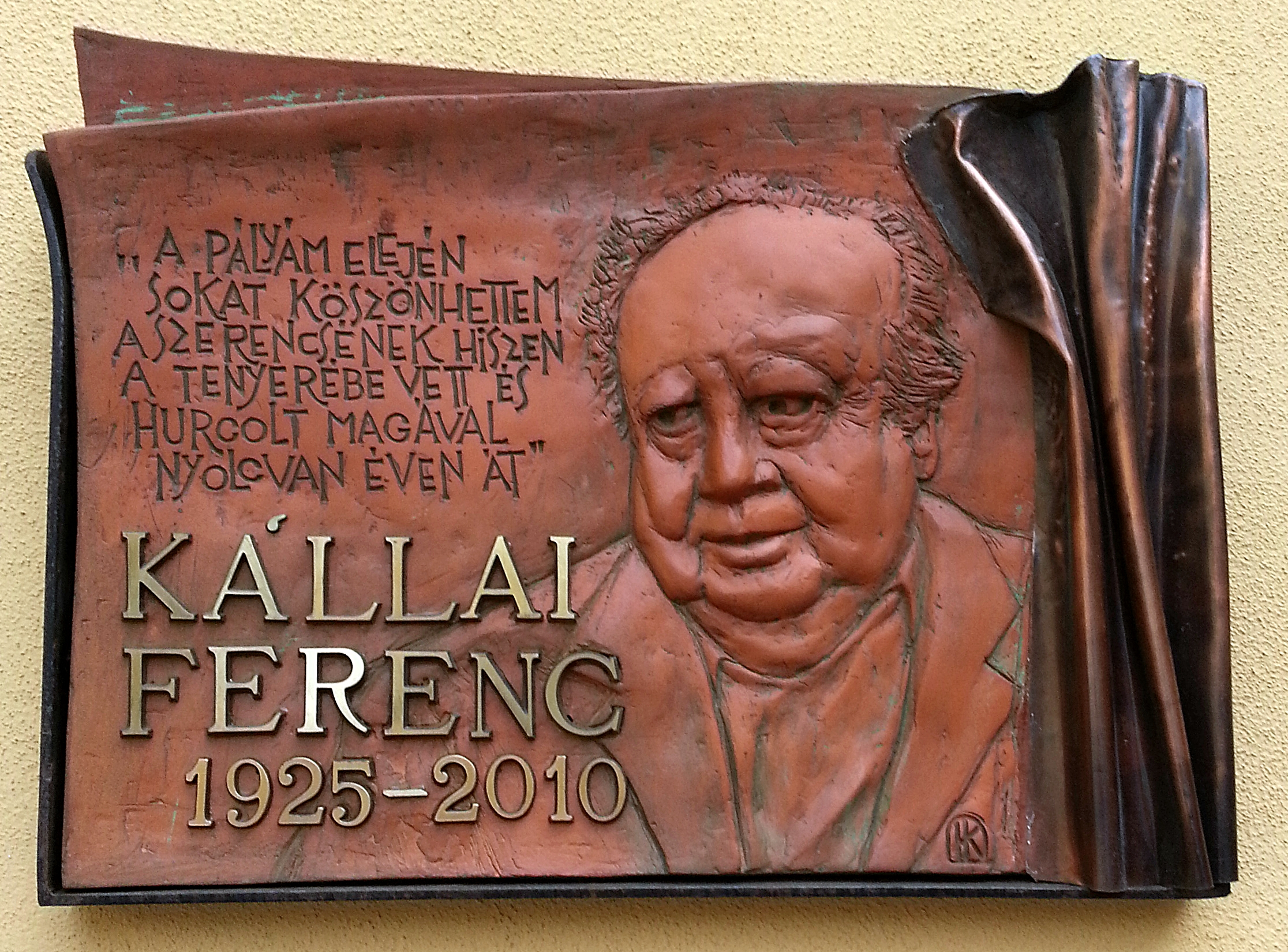
Emléktáblája
a Szent Lukács gyógyfürdőben
Krajcsovics Károly alkotása

Iskoláit szülővárosában kezdte el. Tizenkét éves korában – kényszerűségből – az erzsébetvárosi Elemér utca 6.-ba költöztek. A Wesselényi utcai Rákóczi Felsőkereskedelmi Iskolában érettségizett.
Az 1944-es akadémiai felvételire késve érkezett. Kiss Ferenc kiváló színész – akkor nagy hatalmú, művészek és művészpalánták sorsát eldöntő politikai tényező is – és Makay Margit előtt, Góg és Magóg fia vagyok én című Ady-verssel vizsgázott.
Biztos lehetett abban, hogy felveszik, hiszen Kiss politikai meggyőződésének megfelelően az akkori miniszterelnök nevére tett – ellentmondást nem tűrő – névmagyarosítási javaslatot. 
„Ilyen névvel nem lehet cicáznod, mint a Krampner. S ha már változtatnod kell, legyél mindjárt Kállai!”
Évfolyamtársa volt – többek között – Darvas Iván. A háború miatt tanulmányait néhány hónap után meg kellett szakítania. 1945 őszén megpróbálta folytatni a főiskolát. Sikeres, szerződtetett színészként azonban fel kellett adnia diplomaszerzési elképzeléseit.
Egykori középiskolájában, a Damjanich utca négyben működött 1945 tavaszán a MADISZ. Egy újsághirdetésben ideinvitálták a művészeti főiskolák növendékeit. Itt figyelt fel rá Both Béla, a Szabad Színház igazgatója, aki azonnal szerződtette Kállait. Ugyanazon a napon azonban Bárdos Artúr, a Belvárosi Színház direktora dupla gázsit ígérve átcsábította. A tiszavirág életű társulat egyetlen bemutatójában szerepelt. Bertolt Brecht Koldusoperájában Filch szerepét játszotta.
A Belvárosi Színházban 1946. március 23-án mutatkozott be, René Fauchois: Vigyázat, mázolva című darabjában. Ezt megelőzően azonban még szerepet kapott a Magyar Színházban (Néma levente) és a Madáchban is (Ludas Matyi).
Színháztörténeti jelentőségűnek tartják a Belvárosi Színházban bemutatott, Bárdos Artúr által rendezett Rómeó és Júliát. Partnere a nála hat évvel idősebb, általa is csodált Fényes Alice volt.
1948-ban a Major Tamás által vezetett Nemzeti Színház szerződtette. Major különös módon nevelte a színészt, elvette, majd visszaadta a kiosztott szerepet. Mindezek ellenére a legendás társulat első vonalába emelte.
A Színházi Adattárban az első regisztrált nemzeti színházi bemutatója az 1949. december 2-án színpadra állított Gorkij-darab, az Ellenségek volt. Ebben Grekov szerepét játszotta, többek között Rátkai Márton, Gobbi Hilda, Timár József, Tőkés Anna, Szörényi Éva voltak a partnerei. Három héttel később egy vonalas szovjet darabban, a Boldogságban mutatkozott be. A forrásként említett Színházi Adattárban 130 „nemzetis” bemutatója van regisztrálva.
A nagy tekintélyű művész az 1980-as években közéleti szerepet is vállalt. 1981 és 1990 között a Színházművészeti Szövetség elnöke volt; 1985 és 1989 között országgyűlési képviselőként a kulturális bizottságot is vezette.

1982-ben viharos körülmények között eltávolították a Nemzeti Színházból Székely Gábort és Zsámbéki Gábort. Kállai támogatta Pozsgay Imre törekvését, hogy a két rendező kapjon önálló színházat. Erről a helyzetről őszintén beszélt a hetvenötödik születésnapjára megjelent portrékötetben.
Látta azonban, hogy Székelyre és Zsámbékira szüksége van a magyar színházművészetnek – talán nem a Nemzetiben –, sikeresen lobbizott az eltávolítottak rehabilitációjáért, új színház alakításáért.
Hűséges maradt a társulathoz – Pesti Magyar Színház – és az Izabella téri épülethez, amikor az új Nemzeti Színházban már nem újította meg tagságát. Ebben a társulatban volt 2005. december 11-én utolsó bemutatója – Schwajda György Rejtő Jenő-adaptációjának címe: A néma revolverek városa.
Művészetét számos film- és televízió-felvétel őrzi. Első filmje, Fehér vonat három évig (1943-46) készült. Legendás szerepe volt A tanú című filmben Pelikán, a gátőr. Jelentős – eltérő karakterű – alakításai voltak még a Katonazene, a Megszállottak és az Iszony című filmekben is. Utolsó alkalommal Sándor Pál, Noé bárkája című mozijában állt a felvevőgép elé.
Sokat foglalkoztatott művésze volt a Magyar Rádiónak is. A rádiójátékok mellett a kabaréban is vállalt szerepet. Emlékezetes párost alakítottak Tábori Nórával a Géza és Gizus jelenetekben. Mi a humor? című Agárdy Gáborral előadott viccmagyarázó jelenetük, a kabaré kívánságműsorok népszerű darabja volt.
Statisztikai feldolgozások szerint Kállai Ferenc félévszázados pályafutása alatt 173 színházi premieren lépett színpadra. Mozifilmjeinek száma 96. Hasonlóan magas tévészerepléseinek száma is. Rádiófelvételei szinte leltározhatatlanok. Volt olyan év, amikor minden hétre jutott egy-egy rádióbemutatója.
1977 és 1990 között a Színház- és Filmművészeti Főiskola tanára, 1987-től egyetemi tanára.
2000-ben elsők között kapta meg a Nemzet Színésze elismerést, nyolcadikként távozott az égi társulatba.
Feleségével, (Zúz)Marával a háború alatt egy légópincében ismerkedett meg. 1951-ben kötöttek házasságot, és néhány – a művész által nyíltan vállalt – konfliktus ellenére is kitartottak egymás mellett.
A hatvanas évektől lakott a Gugger-hegyen (Látó-hegy), a kilátóhoz közel, Bessenyei Ferenc és Sinkovits Imre szomszédságában.
Évtizedekig törzsvendége volt a Lukács Uszodának, közvetlenségével nemcsak a személyzetet, hanem a látogatókat is elbűvölte.
2010 tavaszán elkészült Sághy Gyula Kállai Ferencről szóló dokumentumfilmje.
2010-es halálát megelőzően először 2005-ben került vérnyomásproblémákkal kórházba. Állapota cukorbetegsége miatt tovább romlott, és a hatástalan kórházi kezelések után 2009-től otthoni ápolásra szorult.
A nagybeteg művész egyik utolsó nyilatkozatának záró mondata: „Uram, nézz végig rajtam, Uram, láss meg te is engemet. Mindennek vége. Vége.” (Ady Endre: Imádság háború után.)
A végrendelete alapján, valamint felesége segítségével létrehozott alapítvány 2011. március 27-én adta át először a Kállai Ferenc-életműdíjat.

## A búcsú

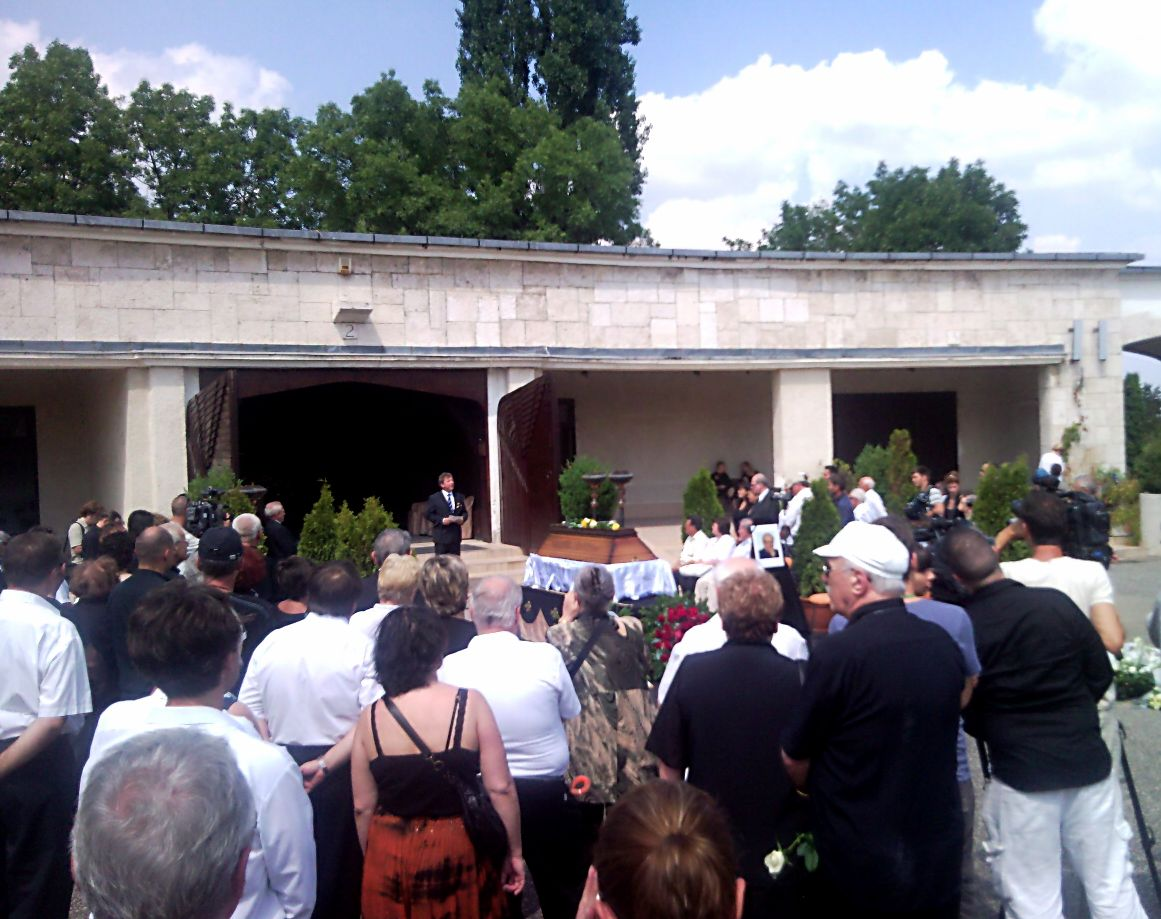

2010. július 23-án, a Farkasréti temetőben búcsúztak tőle barátai, pályatársai, tisztelői. A ravatalnál Nagyné Varga Melinda a Nemzeti Erőforrás Minisztérium; Ikvai-Szabó Imre a Fővárosi Önkormányzat; Hegedűs D. Géza a színész szervezetek nevében búcsúzott. Várfi András a szülőváros, Gyomaendrőd nevében emlékezett. A búcsúzók sorát Őze Áron a művész egykori tanítványa, a Magyar Színház igazgatója zárta. A hamvasztás előtti szertartás befejező akkordjaként Ady Endrének az Imádság háború után című verse hangzott el, Kállai Ferenc egyik utolsó hangfelvételéről.

## Színházi szerepei
- Katona József: Bánk bán... Ottó; Petúr bán
- Madách Imre: Az ember tragédiája... Az Úr hangja
- Miller: Az ügynök halála... Happy
- Sarkadi Imre: Elveszett paradicsom... Sebők
- Márai Sándor: A kassai polgárok... Jakab
- Ibsen:
  - Peer Gynt... Dovre apó
  - A nép ellensége... Dr. Stockmann
- Shakespeare:
  - Antonius és Kleopátra... Domitius Aenobarbus
  - Macbeth... Várkapus
  - Hamlet... Polonius
  - Lear király... Gloster grófja
  - IV. Henrik... Sir John Falstaff
  - Troilus és Cressida... Pandarus
  - Sok hűhó semmiért... Bunkós
  - Téli rege... Juhász
  - Szeget szeggel... Vicentio, Bécs hercege
- Gyurkovics Tibor: Halálsakk... Dr. Görgen
- Mikszáth: A Noszty fiú esete Tóth Marival... Tóth Mihály
- G. B. Shaw:
  - Warrenné mestersége... Crofts
  - A szerelem ára... Sartorius
- Németh László: Villámfénynél... Nagy Imre körorvos
- Jókai: A kőszívű ember fiai... Haynau
- Szakonyi Károly: Vidám finálé... Krayer-Kaposvári Marcell
- Csiky Gergely: A nagymama... Örkényi Vilmos báró
- Tolsztoj: Háború és béke... Az öreg herceg, Andrej apja
- Edward Albee: Kényes egyensúly... Harry
- Hubay Miklós: Freud, az álomfejtő álma... A Császár
- Színház a cethal gyomrában... Balassi Menyhárt
- Gorkij:
  - Jegor Bulicsov és a többiek... Jegor Bulicsov
  - Éjjeli menedékhely... Luka
- Molière:
  - Tartuffe... Orgon
  - Az úrhatnám polgár... Jourdain úr
- Ben Jonson:
  - Volpone... Volpone
  - Bertalannapi vásár... Buzogh Ádám, békebíró
- Csurka István: Döglött aknák... Paál Károly
- Móricz:
  - Rokonok... Kardics
  - Úri muri... Csörgheö Csuri
- Goethe: Faust... Mefisztó
- Szabó Magda: Az a szép fényes Nap... Gyula
- Vörösmarty Mihály:
  - Csongor és Tünde... Kalmár
  - Czilei és a Hyunyadiak... Szilágyi Mihály
- Gogol: A revizor... Anton Antonovics Szkvoznyik-Dmuhanovszkij, polgármester
- Luigi Pirandello: Ahogy szeretsz... Karl Salter, író
- Illyés Gyula:
  - Bölcsek a fán... Elnök
  - Dózsa György... Báthori
  - Fáklyaláng... Szemere Bertalan
- Örkény István: Sötét galamb... Rimanóczi
- Tennessee Williams: Macska a forró bádogtetőn... Big Daddy
- Sárospataky István: Szemfényvesztők... Albert Schwaan

## Filmjei

### Játékfilmek[11]
- Fehér vonat (1946)
- Első fecskék (1952) – Patak Pista
- A város alatt (1953) – Vadász
- Kiskrajcár (1953) – Miskei
- 2×2 néha 5 (1954) – Lohrák Lajoska
- Az élet hídja (1955) – Varga Tóni
- Dandin György, avagy a megcsúfolt férj (1955) – Klitander
- A császár parancsára (1956) – Sehy
- Ünnepi vacsora (1956) – Varsa László
- Csigalépcső (1957) – Ilosfay
- Dani (1957) – Géza
- Bogáncs (1958) – Piktor
- Fekete szem éjszakája (1958) – Angelo
- Sóbálvány (1958) – Korai
- Fapados szerelem (1960) – Dr. Gerlőtey Endre
- Három csillag (1960) – Kommunista tiszt
- Csutak és a szürke ló (1961) – Csutak édesapja
- Házasságból elégséges (1961) – Sumony Pista, Zsuzsa férje
- Jó utat, autóbusz (1961) – Lénárt
- Katonazene (1961) – Báró Ferdinándy Tamás főhadnagy
- Az utolsó vacsora (1962) – Petrilla lovag
- Megszállottak (1961) – Oláh Frigyes, mérnök
- A szélhámosnő (1963) – Sebestyén Imre
- Hattyúdal (1963) – Rendőrtiszt
- Hogy állunk, fiatalember? (1963) – Bálint Sándor, az apa
- Kár a benzinért (1964) – Tengődi
- Miért rosszak a magyar filmek? (1964) – Gergely
- Iszony (1965) – Takaró Sanyi
- A férfi egészen más (1966) – Jaczkó Béla
- Az áldozat nem tesz vallomást (1966) – Halász Sándor, az autó vezetője
- Minden kezdet nehéz (1966)
- Egy szerelem három éjszakája (1967) – Nyomozó
- Ezek a fiatalok (1967) – Koroknai
- Kártyavár (1967) – Zizi férje
- Ünnepnapok (1967) – Feri
- A beszélő köntös (1968) – Pereszneki Gábor
- A hamis Izabella (1968) – Végh
- A veréb is madár (1968) – Vállalati munkatárs
- Mi lesz veled Eszterke? (1968) – Bolla Antal
- Elsietett házasság (1968) – Orvos
- A tanú (1969)[12] – Pelikán József
- Az alvilág professzora (1969) – Wessely
- Ismeri a szandi mandit? (1969) – Főmérnök
- Krebsz, az isten (1969) – Krebsz Antal
- Kórtünet (1969; rövid játékfilm)
- Pokolrév (1969) – Pap
- Utazás a koponyám körül (1969) – Pszichoanalitikus
- A gyilkos a házban van (1970) – Bánki
- Egy őrült éjszaka (1970) – 2. Ellenőr
- Gyula vitéz télen-nyáron (1970) – Bodó, főszerkesztő
- Kitörés (1970) – Dragonics Lajos
- Mérsékelt égöv (1970) – Megyei titkár
- N.N., a halál angyala (1970) – Ügyvéd
- Én vagyok Jeromos (1971) – Dr. Katona
- Kapaszkodj a fellegekbe! (1971) – Rendfőnök
- Reménykedők (1971) – Néveri Kálmán
- Trotta (1971)
- Emberrablás magyar módra (1972) – Béla, igazgató
- Hekus lettem (1972) – Rendőrtiszt
- Volt egyszer egy család (1972) – Viktor bácsi
- Illatos út a semmibe (1973) – Mikó Zoltán
- Ki van a tojásban? (1973) – Ellenőr
- Szabad lélegzet (1973) – Szabó
- A dunai hajós 1-2. (1974) – Róna Lázár, vizsgálóbíró
- A Pendragon legenda (1974) – Dr. Rehmer; Jones tiszteletes
- Déryné, hol van? (1975) – Déry
- Ereszd el a szakállamat! (1975) – Lépold Iván
- Kenyér és cigaretta (1975) – András apja
- Legenda a nyúlpaprikásról (1975) – Gazsi
- Tűzgömbök (1975) – Feri, Ilka férje
- A kard (1976) – Miniszterhelyettes
- Kísértet Lublón (1976) – II. Ágost király
- Labirintus (1976) – Károly / színész
- Szépek és bolondok (1976) – Ivicz István
- Zongora a levegőben (1976) – Padlizsán főkönyvelő
- Az áldozat (1979) – Aszaló Ádám
- A Pogány Madonna (1980) – Csík István
- Gyertek el a névnapomra (1983) – Haudek László
- A vörös grófnő 1-2. (1984)[13] – Gróf Andrássy Gyula (Duci bácsi)
- Sortűz egy fekete bivalyért (1984) – Berecz tisztelendő úr
- Hány az óra, Vekker úr? (1985) – Pap
- Szörnyek évadja (1987) – Kovács tanár úr
- A legényanya (1989) – Béla, a tanácselnök
- Isten hátrafelé megy (1990)
- Megint tanú (1994) – Pelikán József
- Szeressük egymást, gyerekek! (1995) – Ágika apja
- A három testőr Afrikában (1996) – Kvasztics Fedor
- A miniszter félrelép (1997) – Szálloda igazgató
- 6:3, avagy játszd újra Tutti (1998) – Borbély
- Ámbár tanár úr (1998) – Id. Baradlay Rómeó
- Werckmeister harmóniák (2000) – Igazgató
- Hamvadó cigarettavég (2001) – Balog
- Üvegtigris (2001) – Illemhelyet kereső idős utas
- A Rózsa énekei (2003) – Kalmár bácsi
- Bolondok éneke (2003)
- Ég veled! (2005) – Idős férfi
- Rokonok (2005) – Berci bácsi
- Noé bárkája (2006) – Tálas Aurél

### Tévéfilmek, televíziós sorozatok
- Vihar a Sycamore utcában (1959) – Arthur Hayes
- Ordasok között (1962) – Saugel hadnagy
- Egy pár papucs (1963)
- Hivatalos utazás (1963)
- Utak (1964) – Pongrácz
- Váltás (1964)[14] – Verasics
- A bunda (1966) – Főbíró
- Egy nyugalmas vasárnap (1966) – Stolcz
- Princ, a katona (1966)
- Tüskevár 1-8. (1966) – Tutajos apja
- Vidám vasárnap (1966)
- A nagy kombinátor (1967)
- Halász doktor (1968; rövid tévéjáték) – Halász doktor
- Hamis Nero (1968)
- Egyszerű kis ügy (1969; rövid tévéjáték)
- Halálnak halála (1969; rövid tévéjáték)
- Játék olasz módra (1969)
- Kéktiszta szerelem (1970) – Kendur
- Őrjárat az égen (1970) – Hermann alezredes
- Tizennégy vértanú (1970) – Dessewffy Arisztid
- Uborkafa (1970) – Sólyom Aladár igazgató
- A gyáva (1971) – Bence
- A vasrács (1971) – Polgármester
- Asszonyok mesélik (1971)
- Egy óra múlva itt vagyok… (1971) – Brenner felügyelő
- Jó estét nyár, jó estét szerelem (1971) – Hűvös
- Széchenyi meggyilkoltatása (1971)
- A Müller család halála (1972) – Müller
- Az 1001. kilométer (1972) – Pethő Miklós
- Az ember melegségre vágyik (1972) – Dr. Gróh Mihály
- Férfiak mesélik (1972)
- Híres szökések (1972) – Dobos
- Széplányok sisakban (1972)
- 12 egy tucat (1973) – Marci, a taxisofőr
- Látogatók és útitársak (1974)
- Volpone (1974) – Corvino
- Inkognitóban Budapesten (1975) – Író
- Zendül az osztály (1975) – Osztályfőnök
- Haszontalanok (1976)
- Megtörtént bűnügyek 4-8. (1976-1977) – Petalion Aladár (5. részben); Mátyus őrnagy (8. részben)
- Szürkezakós és a mama (1976)
- Témák (1977)
- Zenés TV Színház (1977-1978)

- Szöktetés a szerájból (1977) – Szelim basa
- Boccaccio (1978) – Lotteringhi, kádármester
- Beszélgetések Szókratésszal (1978) – Szókratész
- Küszöbök 1-6. (1978)
- Bolondok bálja (1978) – Rabbi
- Mementó – Nürnberg 1946 (1978) – Göring
- Rejtekhely (1978) – Guilottine
- Tengerre néző cellák (1978)
- Századunk (1980) – Angelo Rotta apostoli nuncius
- Vendégség (1980) – Dávid Ferenc
- Vereség (1980)[15] – Tunyogi elvtárs
- Vihar a lombikban (1980)[16] – Áda Vins
- Jegor Bulicsov és a többiek (1981) – Jegor Bulicsov
- Humorista a mennyországban (1982)
- Az utolsó futam (1983) – Igazgató
- Míg új a szerelem (1983) – Dús Péter
- A hattyú halála (1984)
- A nők iskolája (1984) – Arnolphe
- Egy fiú bőrönddel (1984) – Államtitkár
- Sartorius úr házai (1985) – Sartorius úr
- Bujdosó András számonkérése (1986)
- A pacsirta (1987) – Cauchon
- Bánk bán (1987) – Petur
- Nyolc évszak 1-8. (1987) – Rudi bácsi
- Brigádeltérítés (1988) – Máté József, brigádvezető
- Eszmélet (1989) – Hatvany báró
- Vendéglátás (1989; rövid tévéfilm) – Kiss János
- Szeszélyes évszakok (1991)
- Devictus Vincit (1994) – Casaroli bíboros
- Így írtok ti (1994)
- Aranyoskáim (1996)
- Hello Doki (1996) – Nyugdíjas orvos
- Kávéház (2001)
- Mikor síel az oroszlán? (2001) – Nagypapa
- Zsaruvér és Csigavér I.: A királyné nyakéke (2001) – Havilúd
- Zsaruvér és Csigavér II.: Több tonna kámfor (2002) – Havilúd
- Micimackó (2005; rövid tévéjáték) – Micimackó
- Sok hűhó semmiért (2007)
- MobilVers (2009) – Versmondó

### Rajzfilmek
- Hófehér (1983) – Utolsó (Oroszlánszagú) Leó; Vasárnap (hang)
- Macskafogó (1986) – Bob Poljakoff (hang)

## Szinkronszerepei

### Filmek
| Év   | Cím                                                                         | Szereplő                            | Színész                     | Szinkron év |
| ---- | --------------------------------------------------------------------------- | ----------------------------------- | --------------------------- | ----------- |
| 1934 | Csapajev (1. magyar szinkron)                                               | Petyka                              | Leonyid Kmit                | 1951        |
| 1937 | A nagy hazafi                                                               | Kolesznyikov                        | Georgij Szemjonov           | 1950        |
| 1939 | Szembesítés                                                                 | N/A                                 | N/A                         | 1951        |
| 1942 | A sátán követei (1. magyar szinkron)                                        | Hugues báró                         | Fernand Ledoux              | 1971        |
| 1946 | Az eskü                                                                     | Szergej                             | Dmitrij Pavlov              | 1951        |
| 1949 | A tarkakockások                                                             | Paul Schmiedecke                    | Werner Hinz                 | 1965        |
| 1950 | Az aranycsillag lovagja                                                     | Szemjon Goncsarenko                 | Anatolij Csemodurov         | 1951        |
| 1950 | Muszorgszkij                                                                | Petrovics Muszorgszki               | Alekszandr Boriszov         | 1951        |
| 1950 | Sztrájk                                                                     | Tokár                               | Mikulás Huba                | 1952        |
| 1951 | A csavargó                                                                  | Raj Raghunath                       | Radzs Kapur                 | 1956        |
| 1951 | Egy nyáron át táncolt                                                       | Göran Stendahl                      | Folke Sundquist             | 1954        |
| 1951 | Felsőbb osztályba léphet (1. magyar szinkron)                               | Frank Hunter                        | Nigel Patrick               | 1961        |
| 1951 | Fények a faluban                                                            | Runge                               | Georg Otsz                  | 1952        |
| 1951 | Megvirradt                                                                  | Szuho                               | Cun Yu                      | 1953        |
| 1952 | A revizor                                                                   | Hlesztakov, pétervári hivatalnok    | Igor Gorbacsov              | 1953        |
| 1952 | Trent utolsó kalandja                                                       | Philip Trent                        | Michael Wilding             | 1963        |
| 1952 | Tűz a Marica partján                                                        | Velkov kapitány                     | Aposztol Karamitev          | 1953        |
| 1953 | Julius Caesar (1. magyar szinkron)                                          | Casca                               | Edmond O’Brien              | 1961        |
| 1953 | Őrs a hegyekben                                                             | Kuleshov                            | Szergej Gurzo               | 1954        |
| 1954 | A hűség próbája                                                             | N/A                                 | N/A                         | 1955        |
| 1954 | A mi nemzedékünk                                                            | Stach Mazur                         | Tadeusz Łomnicki            | 1955        |
| 1954 | Husz János                                                                  | N/A                                 | N/A                         | 1956        |
| 1954 | Jóban-rosszban                                                              | Debenham                            | Dennis Price                | 1963        |
| 1955 | A hősök elfáradtak (1. magyar szinkron)                                     | Hermann                             | Gert Fröbe                  | 1971        |
| 1955 | Halló, itt Gabriella!                                                       | Carlo Conti                         | Roberto Risso               | 1956        |
| 1956 | A 306-os ügy                                                                | N/A                                 | N/A                         | 1956        |
| 1956 | A benderathi eset                                                           | ?                                   | ?                           | 1957        |
| 1956 | Ők voltak az elsők                                                          | N/A                                 | N/A                         | 1957        |
| 1957 | A feleség                                                                   | N/A                                 | N/A                         | 1958        |
| 1957 | A harmadik                                                                  | Matvej Morozov, traktorista         | Vjacseszlav Tyihonov        | 1958        |
| 1957 | A vád tanúja (1. magyar szinkron)                                           | Leonard Steven Vole                 | Tyrone Power                | 1961        |
| 1958 | Csillagok                                                                   | Walter                              | Jürgen Frohriep             | 1959        |
| 1958 | Csodagyerekek                                                               | Bruno Tiches                        | Robert Graf                 | 1959        |
| 1958 | Golgota-trilógia 2.: Ezerkilencszáztizennyolc                               | Tyelegin                            | Vagyim Medvegyev            | 1959        |
| 1958 | Rendkívüli történet                                                         | Ivan Frolov                         | Vlagyimir Rudin             | 1959        |
| 1958 | Stefanie                                                                    | Pablo Guala, építész                | Carlos Thompson             | 1963        |
| 1958 | Távoli partokon                                                             | N/A                                 | N/A                         | 1959        |
| 1959 | A púpos (1. magyar szinkron)                                                | Philippe de Gonzague                | François Chaumette          | 1970        |
| 1959 | Az aranyvonat                                                               | Csermiszov                          | Mihail Kozakov              | 1960        |
| 1959 | Az utolsó és az első nap                                                    | Levani                              | Otar Koberidze              | 1960        |
| 1959 | Diplomácia, óh!                                                             | Loris, az ifjú király               | Ian Bannen                  | 1960        |
| 1959 | Fehér éjszakák (1. magyar szinkron)                                         | Álmodozó                            | Oleg Sztrizsenov            | 1961        |
| 1959 | Golgota-trilógia 3.: Borús reggel                                           | Tyelegin                            | Vagyim Medvegyev            | 1960        |
| 1959 | Magány                                                                      | Martin Soucek                       | Július Pántik               | 1960        |
| 1959 | Rózsák az államügyésznek                                                    | Mobius, védőügyvéd                  | Wolfgang Wahl               | 1960        |
| 1960 | A fehér csat                                                                | Janda hadnagy                       | Jan Pohan                   | 1961        |
| 1960 | A francia nő és a szerelem                                                  | Chappe ezredes                      | Noël Roquevert              | 1971        |
| 1960 | A kalandor                                                                  | Joseph Bridau                       | Ekkehard Schall             | 1961        |
| 1960 | Az utolsó tanú (1. magyar szinkron)                                         | Dr. Fox, ügyvéd                     | Hanns Lothar                | 1962        |
| 1960 | Feltámadás                                                                  | Nyehludov herceg                    | Jevgenij Matvejev           | 1962        |
| 1960 | Hamlet                                                                      | Claudius király                     | Hans Caninenberg            | 1967        |
| 1960 | Ordasok között                                                              | Von Goldring                        | Vagyim Medvegyev            | 1963        |
| 1960 | Öt töltényhüvely                                                            | Dimitri                             | Günter Naumann              | 1961        |
| 1961 | A világ minden aranya (1. magyar szinkron)                                  | Alfred                              | Alfred Adam                 | 1962        |
| 1961 | Auguste                                                                     | N/A                                 | N/A                         | 1965        |
| 1961 | Az utolsó ítélet (1. magyar szinkron)                                       | Nagykövet                           | Don Jaime de Mora y Aragón  | 1963        |
| 1961 | Egy év kilenc napja                                                         | Ilja Kulikov elméleti fizikus       | Innokentyij Szmoktunovszkij | 1962        |
| 1961 | Eltűnt egy asszony                                                          | Jan Bernard                         | Vladimír Ráz                | 1962        |
| 1961 | Ítélet Nürnbergben (1. magyar szinkron)                                     | Hugo Wallner, Irene férje           | Howard Caine                | 1965        |
| 1961 | Két élet                                                                    | Szergej Nascsekin                   | Vjacseszlav Tyihonov        | 1961        |
| 1961 | Láng az utcákon                                                             | Gabriel Gomez                       | Earl Cameron                | 1964        |
| 1961 | Malachiás csodája                                                           | Dr. Erwin Glass                     | Richard Münch               | 1962        |
| 1961 | Mamlock professzor                                                          | Dr. Hellpach                        | Harald Halgardt             | 1961        |
| 1961 | Tavaszi vihar                                                               | Jindra                              | Jirí Vala                   | 1961        |
| 1962 | A 69-es széf                                                                | Frank Griffiths                     | Paul Daneman                | 1966        |
| 1962 | A halottak nem beszélnek                                                    | Jürgen Brandt                       | Horst Schulze               | 1963        |
| 1962 | A tárgyalás (2. magyar szinkron)                                            | Graham Weir                         | Laurence Olivier            | 1970        |
| 1962 | Egy óra Alfred Hitchcockkal – I/5.rész: Lebilincselt hallgatóság            | Warren Barrow                       | James Mason                 | 1970        |
| 1962 | Gyilkosság Szicíliában                                                      | N/A                                 | N/A                         | 1963        |
| 1963 | Elvtársak                                                                   | Sinigaglia professzor               | Marcello Mastroianni        | 1965        |
| 1964 | A mi világunk vége                                                          | SS Rapportführer                    | Janusz Sykutera             | 1965        |
| 1964 | A színész (1. magyar szinkron)                                              | Chick Byrd                          | Kenneth More                | 1966        |
| 1964 | A vádlott                                                                   | A főügyész                          | Miroslav Machácek           | 1964        |
| 1964 | Két nap az élet                                                             | Robinson                            | Ronald Howard               | 1966        |
| 1964 | Nyúl kolléga házassága                                                      | Borisz Mihajlovics, színházigazgató | Szergej Filippov            | 1966        |
| 1965 | Falstaff (1. magyar szinkron)                                               | Henry „Forrófejű” Percy             | Norman Rodway               | 1967        |
| 1966 | Halál a függöny mögött                                                      | Chrástek                            | Miroslav Hornícek           | 1969        |
| 1966 | Mona Lisa tolvaja                                                           | Germain nyomozó                     | Umberto D’Orsi              | 1966        |
| 1966 | Nem félünk a farkastól (első-két magyar szinkron)                           | George                              | Richard Burton              | 1968        |
| 1966 | Nem félünk a farkastól (első-két magyar szinkron)                           | George                              | Richard Burton              | 1979        |
| 1966 | Woyzeck                                                                     | Doktor                              | Bernhard Minetti            | 1968        |
| 1967 | A mű                                                                        | Sardoz                              | Jean-Paul Cisife            | 1972        |
| 1967 | Az iszákos                                                                  | Lobedanzh                           | Siegfried Lowitz            | 1972        |
| 1967 | IV. Henrik                                                                  | IV. Henrik                          | Rolf Henniger               | 1968        |
| 1967 | Megfagyott villámok                                                         | Dr. Grunwald                        | Alfred Müller               | 1968        |
| 1967 | Minden évben újra                                                           | Spezie                              | Johannes Schaaf             | 1968        |
| 1968 | Az Angyal – VI/15-16. rész: Az Angyal vérbosszúja 1-2. (1. magyar szinkron) | Alessandro Destamio (Dino)          | Ian Hendry                  | 1970        |
| 1968 | Ha… (1. magyar szinkron)                                                    | N/A                                 | N/A                         | 1976        |
| 1968 | Othello                                                                     | Jago                                | Stefan Wigger               | 1969        |
| 1969 | A génuai hölgy                                                              | Degenfeld                           | Volkmar Kleinert            | 1971        |
| 1969 | A jégsziget foglyai                                                         | Umberto Nobile tábornok             | Peter Finch                 | 1971        |
| 1969 | Grisa őrmester                                                              | Von Lychow                          | Adolf Peter Hoffmann        | 1970        |
| 1969 | Erotissimo                                                                  | Kujon, az adóellenőr                | Francis Blanche             | 1970        |
| 1970 | Lear király                                                                 | Albany                              | Donatasz Banionisz          | 1971        |
| 1970 | Mr. Tibbs nyomoz (1. magyar szinkron)                                       | Rice Weedon                         | Anthony Zerbe               | 1971        |
| 1971 | Kispolgárok                                                                 | Besszemenov                         | Jevgenyij Lebegyev          | 1975        |
| 1972 | A gammasugarak hatása a százszorszépekre                                    | Floyd                               | Richard Venture             | 1974        |
| 1972 | Elektra                                                                     | Aigiszthosz                         | François Chaumette          | 1976        |
| 1975 | Az egér és a macska                                                         | Lechat felügyelő                    | Serge Reggiani              | 1977        |
| 1975 | Hennessy                                                                    | Hennessy                            | Rod Steiger                 | 1977        |
| 1975 | Legenda a nyúlpaprikásról                                                   | Gazsi                               | Wojciech Siemion            | 1975        |
| 1976 | Teketória                                                                   | Cilinderes                          | Jozef Kroner                | 1976        |
| 1977 | Mimino                                                                      | N/A                                 | N/A                         | 1978        |
| 1980 | Hamlet                                                                      | A Színészkirály                     | Emrys James                 | 1981        |
| 1981 | Pereputty                                                                   | Ljapin                              | Andrej Petrov               | 1984        |
| 1982 | Az idő urai (rajzfilm)                                                      | Silbad (hang)                       | Michel Elias                | 1983        |
| 1994 | Sátántangó                                                                  | Orvos                               | Peter Berling               | 1994        |

### Sorozatok
| Év   | Cím               | Szereplő            | Színész      | Szinkron év |
| ---- | ----------------- | ------------------- | ------------ | ----------- |
| 1965 | A rózsák háborúja | Ely                 | Michael Rose | 1970        |
| 1967 | A Forsyte Saga    | Jolyon „Jo” Forsyte | Kenneth More | 1970        |

## Rádió, lemez, CD
- Vörösmarty Mihály: Csongor és Tünde (Csongor)
- Fazekas Mihály: Lúdas Matyi (Döbrögi)
- Szabó Lőrinc: Őszikék
- Békés István: Az idő szárnyán (1947)
- Erskine Caldwell: Dohányföldek (1948)
- Tolsztoj: Ivan Iljics halála (1949)
- Vera Ketlinszkaja: Az ifjú város (1949)
- Móricz Zsigmond: Rokonok (1950)
- Dékány András: Repülj fecském (1951)
- Dragomir Asemov: Határszélen (1951)
- Szász Péter: Zúg a folyó (1951)
- Lontay László: Kain (1952)
- Katona József: Bánk bán (1955)
- Alois Jiràsek: Husz és Zsiska (1956)
- Erdős László, dr.: A sárkúti zendülés (1957)
- Hegedűs Géza: Szerelem a fűzfák alatt (1957)
- Kuprin-Belohorszky Károly: Szulamit (1959)
- Lendvai György: Epeiosz, az Ács (1959)
- Voltaire: Candide (1960)
- Balzac, Honoré de: Elveszett illúziók (1961)
- Dévényi Róbert-Lóránd Lajos: 66 óra (1961)
- Euripidész: Alkésztisz (1961)
- Akszjonov, Vaszilij: Kollégák (1962)
- Alexis Parnisz: Ikarosz szárnya (1962)
- Fehér Tibor: Hold a Tisza felett (1962)
- Gyárfás Miklós: Kisasszonyok a magasban (1962)
- Hollós Korvin Lajos: Pázmán lovag (1962)
- Majoros István: Baleset, avagy az igazság lovagja (1962)
- Móricz Zsigmond: Rokonok (1962)
- Shaw, Irwin: Hazafiak (1962)
- Szimonov: Aki a negyedik volt (1962)
- Vörösmarty Mihály: A bujdosók (1963)
- Atukagava: A cserjésben (1964)
- Alberto Perrini: Egy szerelem története (1964)
- Charles Dickens: Copperfield Dávid (1964)
- Cseres Tibor: Bűnös kerestetik (1964)
- Dino Buzzati: Hét emelet (1964)
- Móricz Zsigmond: Az isten háta mögött (1964)
- Vészi Endre: Statisztika (1964)
- Bokor Péter: Elloptak egy Nobel-díjat (1965)
- Lunacsarszkij: Cromwell (1965)
- Shakespeare, William: Szentivánéji álom (1965)
- Sipos Tamás: A döntő gól (1965)
- Dumas, Alexandre: Monte Christo grófja (1966)
- Gödör (1966)
- Hollós Ervin: Fiúk a térről (1966)
- Lóránd Lajos: Várlak a Diadalív alatt (1966)
- Martin, Donald: Fiatal férfi idegen házban (1966)
- Pókhálóban (1966)
- Szabó Magda: A rab (1966)
- Takács Tibor: Az ezeres kapitány (1966)
- Wolfgang Schreyer: A Walkür-akció (1966)
- Virág helyett (1966)
- Darvas József: Harangos kút (1967)
- Hámori Ottó: Szorgalmas évszázad (1967)
- Gergely Sándor: Vitézek és hősök (1968)
- Giles Cooper: A sültgalamb (1968)
- Joachim Goll: Himalája-madár (1968)
- Karikás Frigyes: Mindenféle emberek (1968)
- Lendvai György: A bálvány (1968)
- Nagy Lajos: Disznóképű és társai... (1968)
- F. Rácz Kálmán: Narancs az ágyon (1969)
- Rolf Schneider: Anglia ezt kívánja Öntől... (1969)
- Abramow, Jaroslav: Öt perc dicsőség (1970)
- Arany János: Jóka ördöge (1970)
- Berkesi András: Hajnal a tanyán (1970)
- Claude Ollier: Merénylet egyenes adásban (1970)
- Friedrich Schiller: Tell Vilmos (1970)
- Homérosz: Odüsszeia (1970)
- Szakonyi Károly: Ki beszél? (1970)
- Aldous Huxley: Légnadrág és társai (1971)
- Boros Lajos-Vámos Miklós: Felfüggesztés (1971)
- Karácsony Benő: Új élet kapujában (1971)
- Történet a szerelemről és a halálról (1971)
- Agatha Christie: Alibi (1972)
- Magyar parnasszus: Emlékezés Zalka Mátéra (1972)
- Molère: Scapin furfangjai (1972)
- Stendhal: A besanconi vádlott (1972)
- Maróti Lajos: Éjszakai járat (1973)
- Pausztovszkij: Útközben (1973)
- Vámos Miklós: Panoptikum (1973)
- Vészi Endre: Kirakatrendezés (1973)
- Anton Pavlovics Csehov: Színészhistóriák (1974)
- Arcképvázlat-Ludovico Ariostóról (1974)
- Henry James: Egy hölgy arcképe (1974)
- Kolin Péter : A vaslovag (1974)
- Moldova György: Börtönválogatott (1974)
- Eörsi István: Családi kör (1975)
- Görgey Gábor: Komámasszony, hol a stukker? (1975)
- Gyárfás Miklós: Egy úr Khalkisz felé (1975)
- Doyle, A. Conan: A haldokló detektív (1976)
- László Anna: Megmérettél (1976)
- Szamuil Aljosin: Ranglétra (1976)
- Vámos Miklós: Irónia (1976)
- David Hayes: Hét ezrelék (1977)
- Gogol: A köpönyeg (1977)
- Eötvös József: Éljen az egyenlőség! (1977)
- Lázár Ervin: Utazás a vörös lovon (1977)
- Vámos Miklós: Mikulásvirág (1977)
- Pierre-Augustin Beumarchais: Figaro házassága (1978)
- Victor Hugo: Nyomorultak (1978)
- Maár Gyula: Gyilkos van a padláson (1979)
- Moldova György: Mese az írógépről és a hegedűről (1979)
- Chorell, Walentin: Párbeszéd egy ablaknál (1979)
- Vészi Endre: A sárga telefon (1979)
- Eugene Ionescu: Autószalon (1980)
- Karinthy Frigyes: Gépek dzsungelje (1980)
- Kopányi György: A veronai vén (1980)
- Lendvay György: Holnap kupaszerda (1980)
- Lengyel Péter: Cseréptörés (1980)
- Moldova György: Lopni tudni kell (1980)
- Régi kövek beszélnek életről és halálról (1980)
- Szigligeti Ede: Liliomfi (1980)
- Theun de Vries: Spinoza (1980)
- Cooper, Giles: Ha fegyelmezik őket (1981)
- Kopányi György: Hősök gőzben (1981)
- Lounela, Pekka: A csúnya hercegnő (1981)
- Josef és Carel Capek: Rovarok (1981)
- Karc: 1981. nyári kiadás (1981)
- John Castle - Hailey, Arthur: Rémület a levegőben (1982)
- Juhan Smuul: A zugkapitány (1982)
- Petrovácz István: A nagy dobás (1982)
- Stefan Zweig egy tegnapi európai (1982)
- "...Csak a békét szeretem..." (1983)
- Göncz Árpád: Találkozás (1983)
- Fazekas Mihály-Schwajda György: Lúdas Matyi (1984)
- George Ciprian: Gácsérfej (1984)
- Gyárfás Miklós: Halálugrás (1984)
- Tadeusz Rozewicz: Az éhezőművész elmegy (1984)
- Fenákel Judit: Nóri (1985)
- Walter Scott: A lammermoori nász (1985)
- Moldova György: Vigyázat, harapok! (1986)
- Balázs Attila: Mont Blanc hava (1987)
- Gilles Segal: A világ legnagyobb bábszínháza (1987)
- Németh László: Irgalom (1987)
- Rákosi Gergely: Az óriástök (1987)
- Sütő András: Pompás Gedeon élete, halála és feltámadása (1987)
- Vámos Miklós: Nyelvek és utak (1987)
- Határ Győző: Az aranypalást (1988)
- Kaló Flórián: Halló, ott vagy még? (1988)
- L'ubomír Feldek: Jánosik a la Couperin (1988)
- Mándy Iván: Áramszünet (1988)
- Hét szűk évtized (1989)
- Kisfaludy Károly: A hűség próbája (1989)
- Kaverin, Venyjamin: Verlioka (1989)
- Páskándi Géza: Remélem sárga bugyit húztál, avagy hangok a vidám temetőből (1989)
- Gyárfás Miklós: Útikaland (1992)
- Gyurkovics Tibor: Halálsakk (1992)
- Mihail Bulgakov: Színházi regény (1992)
- Török Tamás: Kemény Zsigmond hallgatása (1992)
- Zsolt Béla: Oktogon (1992)
- Gyárfás Miklós: Köszönöm, Morty (1993)
- Jerofejev, Venegyikt: Moszkva - Petuski (1993)
- Szini Gyula: A csodák... (1994)
- Jaroslav Hasek: Svejk, egy derék katona kalandjai a világháborúban (1997)
- Kosztolányi Dezső: Csoda (1997)
- Guy de Maupassant: Próba (1998)
- Grendel: Tömegsír (1999)
- Magyar honvédsorsok (1999)
- Katona József-Varga Viktor: Dobok és trombiták (2000)
- Vörösmarty Mihály: Kincskeresők (2000)
- Bárdos Pál: A közös öltöző foglyai (2001)
- Márton partjelző fázik (2001)
- Friedrich Hebbel: A rubin (2002)
- Csukás István: Mi az adu? (2004)

## Díjai, elismerései
- Jászai Mari-díj (1956, 1958)
- Farkas–Ratkó-díj (1959)
- Érdemes művész (1966)
- Magyar Filmkritikusok Díja – Legjobb férfi alakítás díja (1969)
- Kiváló művész (1970)
- SZOT-díj (1971)
- Kossuth-díj (1973)
- Teheráni Filmfesztivál – legjobb férfialakításért járó díj (1977)
- Színikritikusok Díja – legjobb férfialakítás díja (1980, 1985)
- Pro Urbe díj (1981)
- Erzsébet-díj (1987)
- A Nemzeti Színház örökös tagja (1989)
- A Magyar Köztársasági Érdemrend középkeresztje /polgári tagozat/ (1995)
- Örökös tag a Halhatatlanok Társulatában (1996)
- Budapest díszpolgára (1998)[Mj. 10]
- A Nemzet Színésze (2000)
- A Magyar Köztársasági Érdemrend középkeresztje a csillaggal /polgári tagozat/ (2002)
- Hazám-díj (2003)
- Főnix díj (2006)
- Maecenas-díj (2006)
- Prima Primissima díj (2006)
- VOXCar-díj (A VOX mozimagazin életműdíja) (2006)
- Magyar Filmkritikusok Díja – Legjobb férfi epizódszereplő (2008)

## Könyvek róla
- Kovács Boglárka: Színház, szerelem. Kállai Ferenc, 75; Saxum, Bp., 2000
- Bóta Gábor–Gervai András–Szigethy Gáborː Kállai; Budapest Print, Bp., 2003 (A nemzet színészei)
- Kállai Ferenc; főszerk. Vince Mátyás; MTI, Bp., 2009 (Film, színház, muzsika)
- A gyomaendrődi Kállai hagyaték. Kállai Ferenc Kossuth-díjas színművész a Nemzet Színésze Gyomaendrőd díszpolgára; szerk. Szonda István; Szt. Antal Népház és Művelődési Ház, Gyomaendrőd, 2022

## Emlékezete

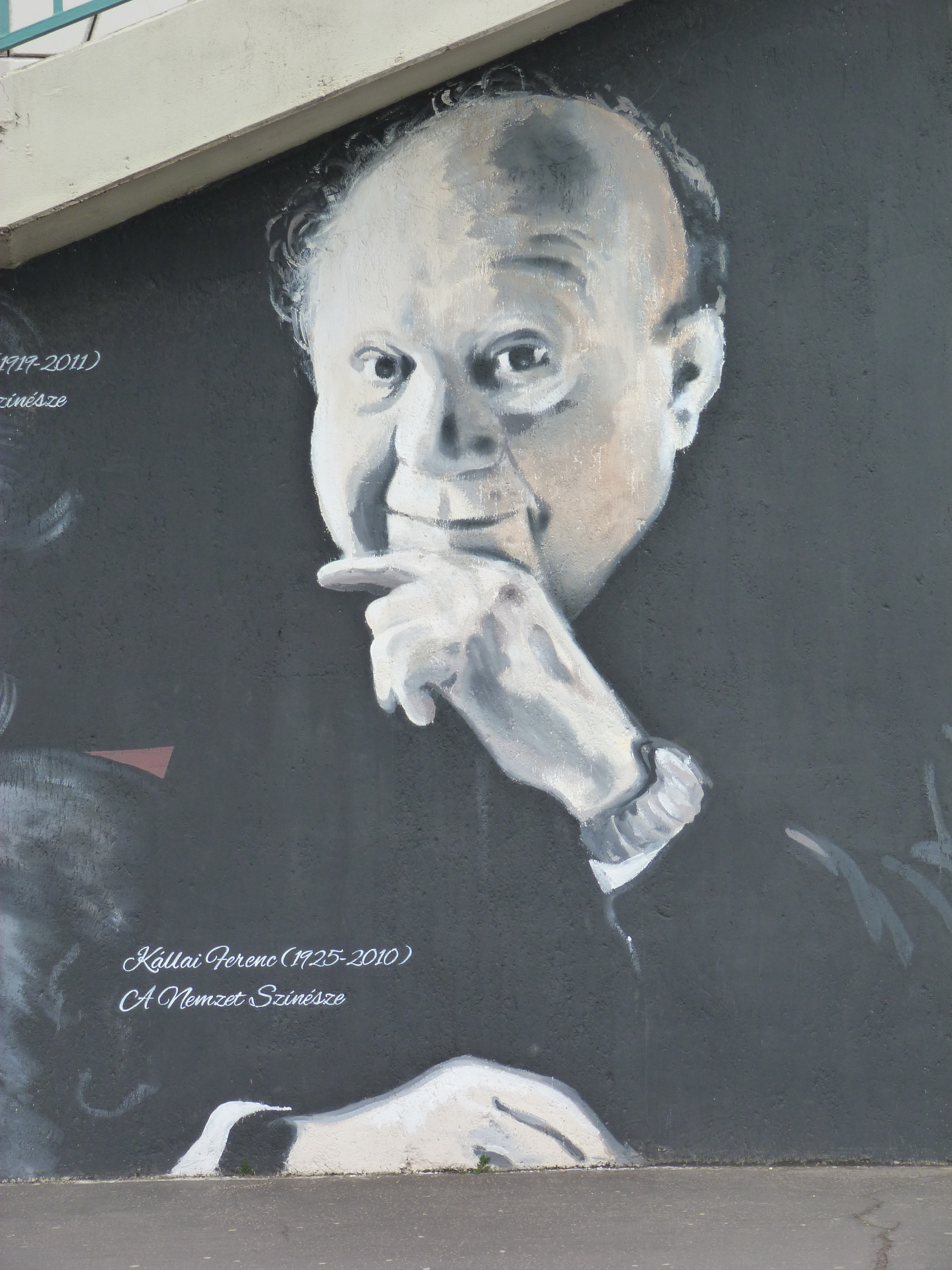
A Nemzeti Színháznál

- 2012. március 25 -én, a Nemzeti Színház megnyitásának 10. évfordulóján adták át a nemzet színészeit ábrázoló falképet (graffiti) a Rákóczi híd pesti hídfőjénél.
- Kállai Ferenc-életműdíj (2011)
- Mellszobra áll a Nemzeti Színházban (2013)
- Kállai Ferenc Népfőiskola Alapítvány
- Kállai Ferenc alapfokú művészeti iskola Gyomaendrődön
- Kállai Ferenc utca Gyomaendrődön
- Kállai Ferenc-emlékév (2015)
- Szobra áll Gyomaendrődön (2015)[21]

## Hang és kép az interneten
- Első fecskék (Besztercei Pállal)
- Megmondtam egy piros rózsaszálnak[halott link]
- Semmi gond (Götz Annával)
- Géza és Gizus (Tábori Nórával)
- A tanú